# Iso Aitjärvi
Iso Aitjärvi är en sjö i kommunen Pertunmaa i landskapet Södra Savolax i Finland. Arean är 40 hektar och strandlinjen är 4,63 kilometer lång. Sjön  ingår i Kymmene älvs huvudavrinningsområde.   Den ligger omkring 38 kilometer väster om S:t Michel och omkring 180 kilometer nordöst om Helsingfors. 